# (10562) 1993 UB1
(10562) 1993 UB1 est un astéroïde de la ceinture principale d'astéroïdes découvert en 1993.

## Description
(10562) 1993 UB1 a été découvert le 19 octobre 1993 à l'observatoire Palomar, situé au nord de San Diego en Californie, par Eleanor Francis Helin.

### Caractéristiques orbitales
L'orbite de cet astéroïde est caractérisée par un demi-grand axe de 2,32 ua, un périhélie de 1,96 ua, une excentricité de 0,15 et une inclinaison de 23,22° par rapport à l'écliptique. Du fait de ces caractéristiques, à savoir un demi-grand axe compris entre 2 et 3,2 ua et un périhélie supérieur à 1,666 ua, il est classé, selon la JPL Small-Body Database, comme objet de la ceinture principale d'astéroïdes.

### Caractéristiques physiques
(10562) 1993 UB1 a une magnitude absolue (H) de 13,1 et un albédo estimé à 0,065.